# Бялобжегский повет
Бялобжегский повет (пол. Powiat białobrzeski) — повет (район) в Польше, входит как административная единица в Мазовецкое воеводство. Центр повета — город Бялобжеги. Занимает площадь 639,28 км². Население — 33 669 человек (на 2013 год).

## Административное деление
- города: Бялобжеги, Высмежице
- городско-сельские гмины: Гмина Бялобжеги, Гмина Высмежице
- сельские гмины: Гмина Промна, Гмина Радзанув, Гмина Стара-Блотница, Гмина Стромец

## Демография
Население повета дано на 2013 год.
| Перепись            | Всего | Мужчины | Женщины |
| ------------------- | ----- | ------- | ------- |
| Всего               | 33669 | 16985   | 16684   |
| Городское население | 8038  | 3962    | 4076    |
| Сельское население  | 25631 | 13023   | 12608   |